# Materiały kryptograficzne
Materiały kryptograficzne – urządzenia, techniki i inne materiały służące do ochrony informacji niejawnych przekazywanych przez dowolne systemy telekomunikacyjne poprzez konwersję tej informacji do postaci niezrozumiałej i ponowne przetworzenie jej do pierwotnej postaci.